# Гапон Ярослав Михайлович
Ярослав Михайлович Гапон  — солдат Збройних Сил України, учасник російсько-української війни, що загинув у ході російського вторгнення в Україну в 2022 році.

## Життєпис
Ярослав Гапон народився 20 березня 2000 року в Житомирі. Службу проходив військовослужбовцем військової служби правопорядку ЗСУ. З початком повномасштабного російського вторгнення в Україну перебував на передовій в Луганській області на східних рубежах України. Був поранений 10 квітня 2022 року в боях за м. Попасну, п'ять днів боровся за життя, але помер 15 квітня. Чин прощання відбувся 23 квітня 2022 року в Житомирі на Смолянському міському військовому цвинтарі.

## Родина
У загиблого залишилися мати, батько, а також старша сестра.

## Нагороди
- Орден «За мужність» III ступеня (2022, посмертно) — за особисту мужність і самовіддані дії, виявлені у захисті державного суверенітету та територіальної цілісності України, вірність військовій присязі[3].